# Jerwasios Filipidis
Jerwasios Filipidis (gr. Γερβάσιος Φιλιππίδης; ur. 24 lipca 1987) – grecki lekkoatleta specjalizujący się w rzucie oszczepem.
Podczas mistrzostw świata juniorów w 2004 był piąty, a na juniorskich mistrzostwach krajów bałkańskich w tym samym sezonie zdobył złoty medal. Dwa sezony później w Pekinie zajął szóstą lokatę w mistrzostw świata juniorów, a w 2007 był piąty na mistrzostwach Europy do lat 23. W 2011 zwyciężył w mistrzostwach krajów bałkańskich i odpadł w eliminacjach mistrzostw świata, a w 2012 nie awansował do finału na mistrzostwach Europy.
Medalista mistrzostw Grecji oraz reprezentant kraju w meczach międzypaństwowych (juniorów) oraz drużynowych mistrzostwach Europy.
Rekord życiowy: 82,38 (4 czerwca 2011, Kalamata).
Testy antydopingowe przeprowadzone 14 czerwca 2012 (poza zawodami) wykazały obecność u Filipidisa niedozwolonego środka (stanozololu), za co otrzymał karę dwuletniej dyskwalifikacji (do 13 czerwca 2014).

## Osiągnięcia
| Rok  | Impreza                                 | Miejsce    | Lokata            | Wynik |
| ---- | --------------------------------------- | ---------- | ----------------- | ----- |
| 2003 | Mistrzostwa świata juniorów młodszych   | Sherbrooke | el. –             | 62,87 |
| 2004 | Mistrzostwa świata juniorów             | Grosseto   | 5. miejsce        | 73,37 |
| 2004 | Mistrzostwa krajów bałkańskich juniorów | Banja Luka | 1. miejsce        | 67,74 |
| 2006 | Mistrzostwa świata juniorów             | Pekin      | 6. miejsce        | 73,58 |
| 2007 | Młodzieżowe mistrzostwa Europy          | Debreczyn  | 5. miejsce        | 75,26 |
| 2011 | I liga drużynowych mistrzostw Europy    | Izmir      | 4. miejsce        | 75,05 |
| 2011 | Mistrzostwa krajów bałkańskich          | Sliwen     | 1. miejsce        | 72,72 |
| 2011 | Mistrzostwa świata                      | Daegu      | el. – 21. miejsce | 76,66 |
| 2012 | Mistrzostwa Europy                      | Helsinki   | el. – 24. miejsce | 72,39 |